# Zorgplan
Een Zorgplan (ook wel behandelplan genaamd) is een plan waarin een beschrijving en het doel van de behandeling en de algemene gegevens van een patiënt in beschreven staat. Bij een gedwongen opname volgens de Wet verplichte ggz of de Wet zorg en dwang staat in dit plan ook de mededeling dat de patiënt onvrijwillig is opgenomen, of indien een cliënt niet wilsbekwaam wordt geacht bv door dementie of een verstandelijke beperking, wanneer een cliënt onvrijwillig wordt behandeld. Als mensen gedwongen zijn opgenomen in een instelling, stelt de wet een behandelplan verplicht. 
Een zorgplan wordt opgesteld door de zorgverantwoordelijke, eventueel in overleg met een behandelend arts en/of psychiater, vaak samen met eventuele andere behandelaars. Patiënten hebben het recht om dit plan in te zien.